# Amsterdam Berserkers
Amsterdam Berserkers is een schaakvereniging in Amsterdam. De club werd opgericht in 2020 en werd in 2024 Nederlands kampioen snelschaken voor clubteams. In het seizoen 2025/26 maakt de club zijn debuut in de Eerste Klasse, het op één na hoogste niveau van de KNSB-competitie.   

## Geschiedenis
In 2019 ontstond binnen een groep schaakvrienden het idee om een nieuwe schaakvereniging op te richten. De vereniging werd formeel opgericht per notariële akte van 16 december 2020, hoewel de club al eerder actief was.
De naam van de club verwijst naar de Berkerkers, Viking-krijgers die bekend stonden om hun moed en onverschrokkenheid in de strijd. Naar eigen zeggen refereert de naam ook aan de passie van de leden voor snelschaken en sportieve uitdaging.
Het eerste wapenfeit behaalde de club in 2020 toen de Berserkers de "GC Team Battle" wonnen, een online schaakcompetitie voor clubteams. In 2024 werd het Nederlands kampioenschap snelschaken voor clubteams aan de palmares toegevoegd. Het winnende team bestond uit Miguoel Admiraal, Vincent Blom, Stefan Colijn en Bas Haver.

### KNSB-competitie
De club wilde aanvankelijk vanaf het seizoen 2020/21 starten in de KNSB-competitie, maar dat seizoen werd in verband met de coronacrisis afgelast. In het seizoen 2021/22 mocht de club dan toch deelnemen en werd ingedeeld in Klasse 4F. De Berserkers, met een aantal titelhouders (waaronder Ilias van der Lende die in 2021 deelnam aan het Nederlands kampioenschap schaken) in hun gelederen, bleken veel sterker dan de concurrentie en wonnen alle wedstrijden met grote cijfers. Slechts één bord werd dat seizoen verloren. Het seizoen erop werd de club in de Derde Klasse wederom ongeslagen kampioen.
In de Tweede Klasse ondervond de club meer weerstand. In een nek-aan-nek titelrace moesten de Berserkers hun meerdere erkennen in Schaakvereniging Spijkenisse. In het seizoen 2024/25 werd de club opnieuw tweede, maar werd desondanks promotie afgedwongen als beste nummer 2 van de Tweede Klasse. De Berserkers zullen vanaf het seizoen 2025/26 meedoen in de Eerste Klasse, het landelijke tweede niveau.
| Seizoen | Klasse          | Plaats | MP | BP  | P/D      |
| ------- | --------------- | ------ | -- | --- | -------- |
| 2021/22 | Vierde Klasse F | 1e     | 16 | 90½ | Gestegen |
| 2022/23 | Derde Klasse D  | 1e     | 18 | 59  | Gestegen |
| 2023/24 | Tweede Klasse B | 2e     | 10 | 40  | Stabiel  |
| 2024/25 | Tweede Klasse B | 2e     | 17 | 50½ | Gestegen |

## Bekende leden
- IM Miguoel Admiraal
- FM Vincent Blom
- FM Stefan Colijn
- FM Armen Hachijan
- FM Bas Haver
- CM Daan Haver
- IM Ilias van der Lende
- FM Bart von Meijenfeldt
- FM Peter Ypma